# Nordvietnamesische Fußballnationalmannschaft
Die nordvietnamesische Fußballnationalmannschaft war die Fußballnationalmannschaft Nordvietnams. Sie existierte von 1956 bis 1966 und absolvierte in dieser Zeit nur sehr wenige Länderspiele, hauptsächlich gegen andere kommunistische Staaten wie Nordkorea und die Volksrepublik China. 1975 wurde sie mit der Auswahl Südvietnams zur vietnamesischen Fußballnationalmannschaft zusammengeschlossen.
Ihr erstes Länderspiel absolvierte Nordvietnam 1956 gegen die Volksrepublik China, welches mit 3:5 verloren wurde. Den ersten Sieg konnte die Nationalmannschaft 1960 mit einem 3:1 gegen die Mongolei verbuchen. Das letzte Länderspiel absolvierte Nordvietnam 1966 gegen Nordjemen.
Nordvietnam nahm weder an der Qualifikation zur Asienmeisterschaft noch zur Weltmeisterschaft teil.

## Weltmeisterschaften
- 1930 bis 1966: nicht teilgenommen

danach siehe vietnamesische Fußballnationalmannschaft

## Asienmeisterschaften
- 1956 bis 1964: nicht teilgenommen

danach siehe vietnamesische Fußballnationalmannschaft